# Cừu Santa Cruz

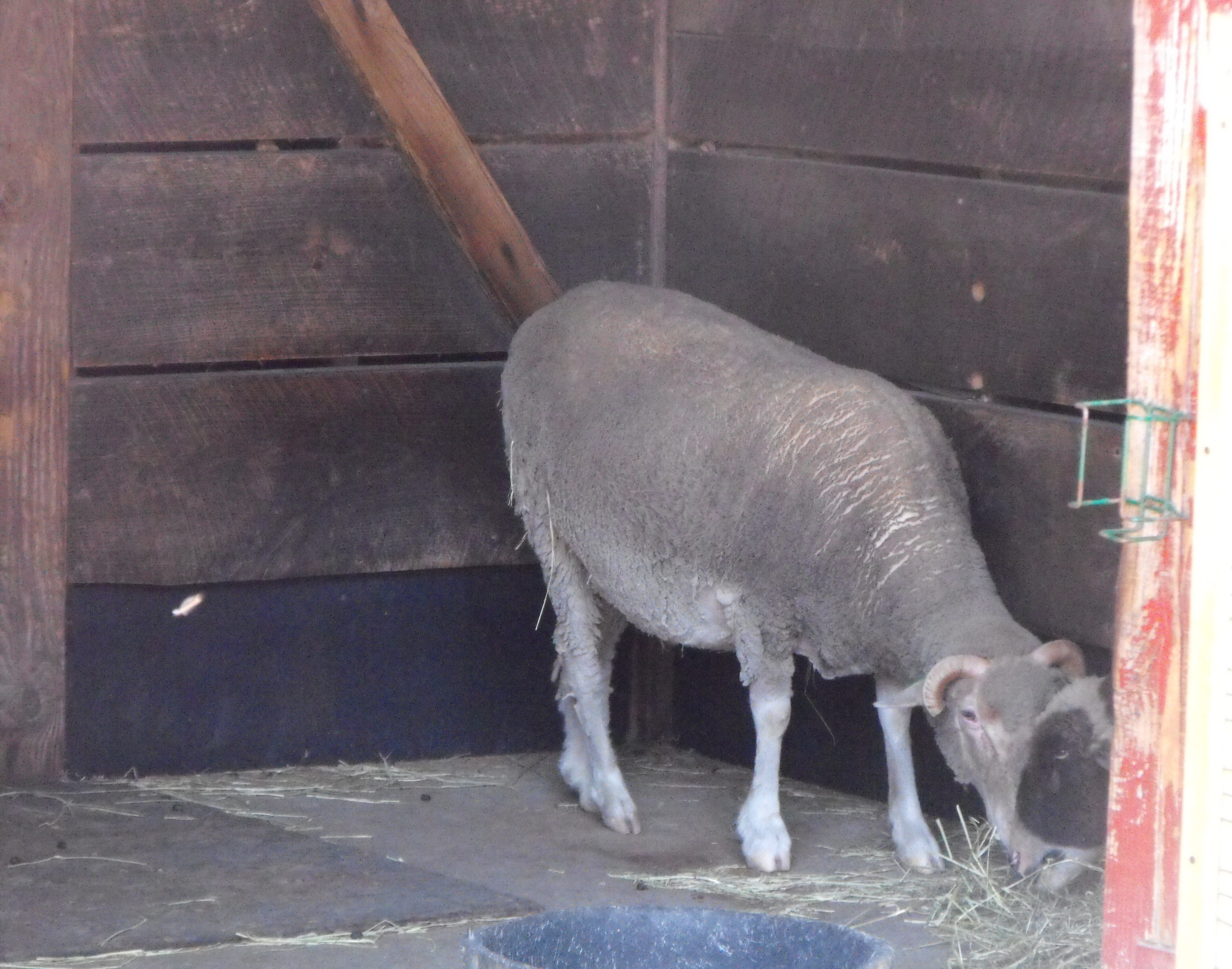
Cừu Santa Cruz tại Roger Williams Park Zoo

Cừu Santa Cruz là một giống cừu cực kỳ hiếm có đã từng tồn tại như một quần thể cừu hoang dã trên đảo Santa Cruz của quần đảo Channel của California. Nhỏ và khỏe mạnh, hầu hết những con cừu đều bị giết hoặc bị loại bỏ khỏi đảo để ngăn chặn sự phá hủy môi trường sống tự nhiên. Ngày nay, chúng chỉ còn lại với số lượng ít hơn 200 con. Loài này chủ yếu được nuôi để lấy lông.

## Lịch sử
Vào giữa thế kỷ XIX, có nhiều khả năng là những con cừu Merino, Rambouillet (Merino Pháp), hoặc cừu Churro đã được đưa đến đảo Santa Cruz. Vào những năm 1860, hàng ngàn con cừu được chăn thả tự do trên đảo. Trong suốt thế kỷ XX, việc chăn thả gia súc đã giảm trên đảo và hầu hết những con cừu trở thành cừu hoang dã. Năm 1978, Bảo tồn Thiên nhiên giành quyền kiểm soát hòn đảo; số cừu trong khoảng thời gian này ước tính là hơn 20.000. Sau đó, Nature Conservancy và National Park Service bắt đầu giết hoặc loại bỏ tất cả các con cừu còn lại để ngăn chặn sự phá hoại quá mức của thảm thực vật của hòn đảo. Ngày nay, giống này có ít hơn 200 con còn lại và được Hội Bảo tồn giống vật nuôi Mỹ coi là "quan trọng". Một số lượng nhỏ những con cừu tồn tại trên đất liền, và phần lớn được mang đến thông qua việc nhận nuôi. [7]